# Гладкий, Осип Михайлович
О́сип (Йо́сип) Миха́йлович Гла́дкий (ок. 1789 — 5 июля 1866) — последний кошевой атаман Задунайской Сечи (c 1827), позже наказной атаман Азовского казачьего войска. В 1828 году во время русско-турецкой войны перешёл на российскую сторону вместе с множеством казаков, которые под названием Азовского войска были поселены между Бердянским и Мариуполем; впоследствии эти казаки были переведены на Кубань.

## Биография
Родился в с. Мельники Полтавской губернии (ныне село Каневского района Черкасской области) в семье сельского головы. В 1820 ушел от жены и детей, которые считали его погибшим на заработки в Одессу, Керчь, другие города юга Украины, затем — в Задунайскую Сечь, где назвавшись холостяком поступил в Платнировский курень.
В 1821 г. греки восстали против турок, добиваясь независимости, и казаки в составе турецких войск участвовали в подавлении восстания, в осаде 1826 года крепости Миссолунги (ныне Месолонгион, Греция). Служил в составе пятисотенного отряда задунайских казаков во флотилии.
Гладкий стал куренным атаманом Платнировского куреня, а в 1827 году кошевым атаманом всех задунайских запорожцев, одновременно был утверждён султаном Махмудом II в правах двухбунчужного паши.
В начале Русско-турецкой войны 1828—1829 годов Осип Гладкий вступает в тайные переговоры с графом М. Воронцовым о переходе на российскую сторону целым кошем. Во время мобилизации задунайцев на русско-турецкую войну 1828-29 около тысячи казаков во главе с Гладким 30 (18) мая 1828 перешли Килийское устье Дуная, вошли в Измаильский порт и присоединились к российской армии. 20 мая 1828 года в ставке Николая I в Измаиле Гладкий и его товарищи получили прощение (на этом месте в измаильском порту стоит часовня). Гладкий оказал важные услуги русской армии при переправе через Дунай: казаки приняли участие в боях против Турции, в частности в переправе через Дунай российской армии 8 июня (27 мая), задунайцы без боя взяли крепость Исакчу, поскольку турки приняли казаков за своих. За военные заслуги Гладкий получил чин полковника, дворянство и орденом Св. Георгия 4-й степени.

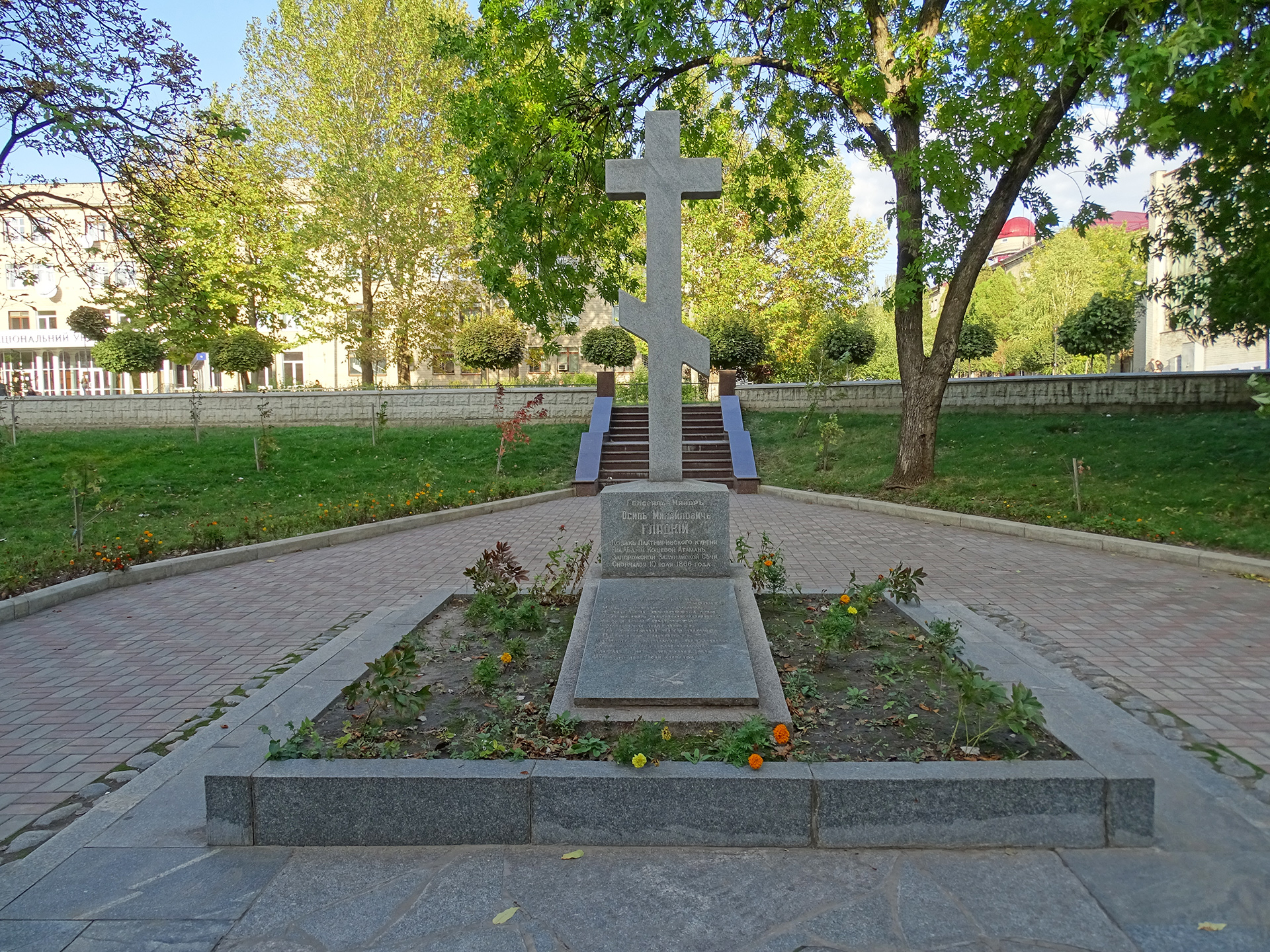
Могила О. Гладкого в Запорожье

Турки после измены Гладкого уничтожили Задунайскую сечь, самоуправление выходцев с Украины, раскассировали войско и разогнали жителей. Оставшиеся в Турции потомки запорожцев во многом утратили первоначальную самоидентификацию и смешались с местным населением.
После окончания войны в 1830—1831 годов Николай I поручил Гладкому найти место для поселения задунайских выходцев. Он поселил их на свободном побережье Азовского моря, между Бердянском и Мариуполем. Это поселение было названо Азовским казачьим войском, а Гладкий в 1832 году стал его наказным атаманом. Поселение под этим названием существовало до 1865 года, когда было окончательно упразднено; большая его часть ещё раньше была переселена на Кавказ, за Кубань. Вследствие раздела земли в Азовском войске Гладкий получил 1600 десятин и устроил собственное хозяйство, основал хутор.
В 1843 году получил чин генерал-майора. Выйдя в отставку по собственному желанию 13 октября 1851 г. Гладкий поселился сначала в станице Новоспасовской, а потом на купленном им хуторе Новопетропавловке Александровского уезда Екатеринославской губернии, где прожил 14 лет. Он умер от холеры в Александровске (теперь Запорожье) 5 июля 1866 и был погребён на городском Филипповском кладбище (теперь территория Запорожского национального университета). Жена Гладкого скончалась также от холеры на следующий день. Гладкий, согласно формуляру, был неграмотен, но умел подписать свою фамилию. Гладкий имел 4 детей: Василия, Демьяна, Елену и Наталью; по возвращении в Россию у него родилась дочь Мария. Старший сын, Василий, дослужившийся до чина подполковника, написал биографический очерк об отце, а младший, Демьян, подполковник артиллерии и батарейный командир, умер ещё при жизни отца в 1862.

## Награды
- Орден Святого Георгия 4-й степени (01.01.1830)[5][6]
- Орден Святой Анны 2-й степени (19.02.1831)[7]
- Орден Святого Владимира 3-й степени (20.07.1840)[8]
- Орден Святого Станислава 1-й степени (19.09.1848)[9]

## Память
- Могила Гладкого находится в Запорожье по ул. Жуковского, 55 и была отреставрирована в 1992 году[10]. Она имеет статус объекта культурного наследия национального значения.[11]
- В 2010 году Осипу Гладкому в Запорожье был открыт памятник возле Запорожского национального университета (скульптор Владимир Филатов). Памятник установлен по инициативе Вячеслава Богуслаева. На церемонии открытия памятника присутствовали прямые потомки Гладкого, представители городской и областной власти, народные депутаты Украины, сотни студентов и преподавателей, больше сотни казаков, жители города[12].
- В честь Осипа Гладкого названа кубанская станица Гладковская[13].
- Вероятно Гладкий стал прообразом казака Карася в опере П. П. Гулака-Артемовского «Запорожец за Дунаем» (1863)[14].